# H2Odio
H2Odio è un film del 2006 direct-to-video diretto da Alex Infascelli, che tratta della sindrome del gemello evanescente.

## Trama
Olivia, Summer, Ana, Christina e Nicole sono cinque ragazze che decidono di sperimentare una "dieta" esclusivamente a base di acqua per una settimana. Si trasferiscono nella casa dove Olivia viveva con la madre da bambina in un'isola in mezzo ad un lago. La più convinta di tutte è Olivia che comincia ad essere isolata dalle altre e rimane con il proprio diario come delirio personale.
Nel frattempo succedono fatti strani come la sparizione delle scorte d'acqua e pian piano si delinea il rapporto che Olivia ha con la propria gemella evanescente. Dal rapporto di Olivia con la propria gemella si creano degli strani equilibri che culmineranno nell'omicidio delle altre quattro amiche.

## Promozione
La locandina è stata realizzata da Ana Bagayan.

## Distribuzione
Questo film è uscito direttamente nelle edicole (abbinato in formato DVD a L'Espresso e la Repubblica) senza passare per le sale cinematografiche, attraverso la casa di distribuzione propria di Alex Infascelli, la 52 S.r.l.. Lo slogan del film è «Dal 3 maggio in nessun cinema» ed è il regista stesso che, in alcune interviste, spiega il perché di questa decisione particolare:
(Alex Infascelli)
(Alex Infascelli)